# Nyankenke
Nyankenke ist einer von 21 Sektoren im Distrikt Gicumbi in der Nordprovinz von Ruanda.

## Geographie
Nyankenke hat eine Fläche von 31,9 km² und liegt auf einer Höhe von etwa 2020 m. Der Sektor unterteilt sich in die sieben Zellen Butare, Kigogo, Kinishya, Rusasa, Rutete, Rwagihura und Yaramba und umfasst 37 Dörfer. Nachbarsektoren sind im Norden Manyagiro, im Osten Byumba, im Südosten Kisaro, im Südwesten bis Westen Miyove und im Nordwesten Gatebe. Im Westen liegt Nyankenke an den Rugezi-Sümpfen.

## Bevölkerung
Nach der Volkszählung von 2022 betrug die Einwohnerzahl 27.183 Einwohner. Zehn Jahre zuvor waren es 21.560, was einem jährlichen Bevölkerungszuwachs von 2,3 Prozent zwischen 2012 und 2022 entspricht.

## Verkehr
Durch den Süden des Sektors verläuft ein kurzes Stück der asphaltierten Nationalstraße 19 und durch den Westen an den Rugezi-Sümpfen vorbei eine District Road.